# 信長ゆかり
信長 ゆかり（のぶなが ゆかり、3月30日 - ）は、岡山県を拠点に活動していた日本のフリーアナウンサー。

## 来歴
岡山県岡山市出身。岡山県立岡山朝日高等学校、首都大学東京（現・東京都立大学）卒業。イタリア・ローマにあるローマ・トルヴェルガタ大学（英語版）への留学経験あり。経済学専攻。
2015年、新橋こいち祭のゆかたクイーンコンテストに出場しグランプリを獲得。同年、ハクビ主催のゆかたクイーンコンテストでクイーンに輝いた。電子雑誌「旅路」やポスターなどでモデルとして起用される。その他、NHK杯国際フィギュアスケート競技大会やFIFAクラブワールドカップなど国際大会のアテンドを務めた。
大学を卒業後は、瀬戸内海放送 (KSB) の関連会社であるキャストKSBパートナーズに入社。当初アナウンサー志望ではなくアナウンススクールにも通ったことがなかったため、入社後に瀬戸内海放送のアナウンススクールに通いながらアナウンサー職を行った。
2017年4月から2019年9月まで瀬戸内海放送のアナウンサーを務めた。
当時入社最年少でKSBスーパーJチャンネルのメインキャスターに抜擢される。
退社後、2019年11月にプロサッカー選手の増田繁人と結婚した。翌年アスリートフードマイスターの資格を取得。また2月には、地元岡山でフリーアナウンサーとして活動する旨を公表した。

## 担当番組
- KSBスーパーJチャンネルメインキャスター（瀬戸内海放送）
- KSBニュースview（瀬戸内海放送）
- スーパーJチャンネルー全国桜中継(テレビ朝日)
- 朝だ生です旅サラダ-2019年6月22日  -2019年9月21日※夏恒例！女子アナたちのイチオシ  -2019年7月20日
- 高校野球「ねったまアルプスリポート」甲子園中継(ABC朝日放送)
- パネルクイズアタック２５「女性アナウンサー集合！」(ABC朝日放送)
- KSB開局50周年企画「平成グルメ★トラベラー」(瀬戸内海放送)
- 日本遺産特番「磯田道史徹底解説」(瀬戸内海放送)
- 瀬戸大橋開通30周年記念番組「倉敷に恋・恋！」(瀬戸内海放送)

## CM
・サンコーホーム「本物は、やさしく、美しい」₋2021年8月
・株式会社現代「現代から未来を」₋2021年11月